# Área de Conservação da Paisagem de Järvevälja
A Área de Conservação da Paisagem de Järvevälja é um parque natural situado no condado de Ida-Viru, na Estónia.
A sua área é de 310 hectares.
A área protegida foi designada em 1967 para proteger as dunas de Järvevälja e os seus arredores. Em 2017, a unidade de conservação foi reformulada como área de preservação paisagística.